# Espiner cuagrís meridional
L'espiner cuagrís meridional (Xenerpestes singularis) és una espècie d'ocell de la família dels furnàrids (Furnariidae).

## Hàbitat i distribució
Viu a la selva pluvial dels Andes de l'est de l'Equador i nord de Perú.